# Meertens Instituut

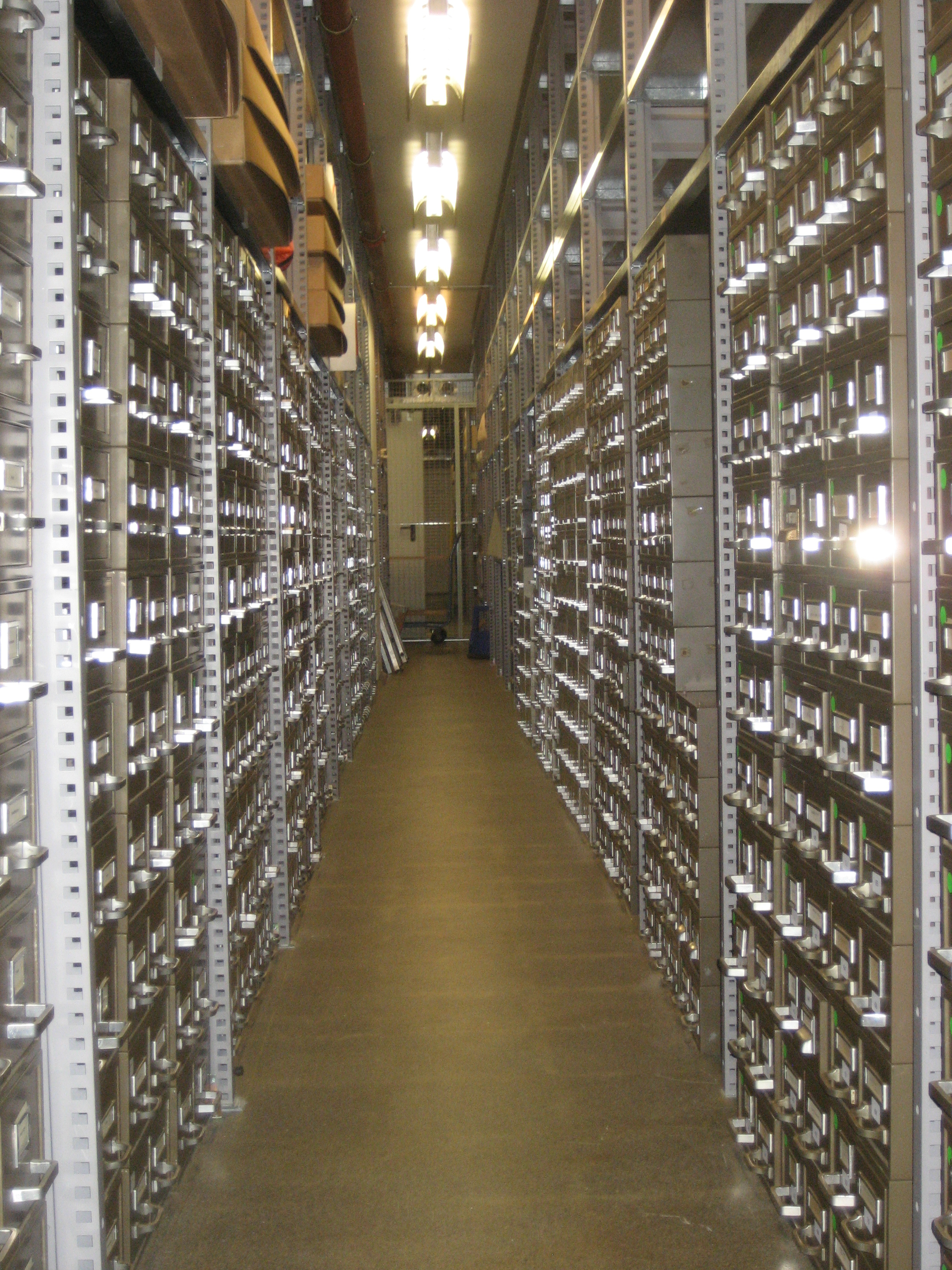
Archief aan de Joan Muyskenweg

Het Meertens Instituut in Amsterdam is een onderzoeksinstituut van de Koninklijke Nederlandse Akademie van Wetenschappen (KNAW).

## Doel
Het Meertens Instituut onderzoekt en documenteert taal en cultuur in Nederland, en Nederlandse taal en cultuur in de wereld. Binnen het onderzoek worden verschillende onderzoeksgebieden onderscheiden: orale cultuur, religieuze cultuur, materiële cultuur, tradities en rituelen, syntactische variatie en fonologische variatie. Het wetenschappelijk onderzoek is tegenwoordig vooral contemporain georiënteerd: er wordt gezocht naar een verband met de hedendaagse samenleving en met actuele ontwikkelingen. Het Meertens Instituut heeft een uitgebreide collectie, bibliotheek, archieven en databanken, opgebouwd op het terrein van de Nederlandse etnologie en variatielinguïstiek.

## Geschiedenis
Het instituut begon in 1930 als Dialectbureau. In 1934 werd daar het bureau Volkskunde aan toegevoegd, in 1948 het bureau Naamkunde. Deze drie bureaus kwamen onder de paraplu van de Centrale Commissie voor onderzoek van het Nederlandse Volkseigen.
Tegenover het streven om met de "Commissie voor Volkskunde" een volkskunde-atlas te ontwikkelen, richtte de germanist Jan de Vries een alternatieve Inter-Academische Commissie op met een gelijkluidend doel. Na de dood van de voorzitter van de Commissie voor Volkskunde, Jos. Schrijnen, kwam in 1939 aan de controverse een einde: Jan de Vries werd benoemd tot zijn opvolger als voorzitter van de Commissie voor Volkskunde. Na de arrestatie van De Vries in 1945 werd het werk aan de volkskunde-atlas hervat.
De secretaris van de drie bureaus, P.J. Meertens, werd de eerste directeur, tot zijn pensionering in 1965. Van 1969, het jaar van de verhuizing naar de Amsterdamse Keizersgracht, tot 1979 had het instituut de naam Instituut voor Dialectologie, Volkskunde en Naamkunde. Naar Meertens werd het in 1979 hernoemd tot het P.J. Meertens-Instituut, sinds 1998 kortweg Meertens Instituut. Het instituut huisvest sinds 2001 het secretariaat van SIEF, de International Society for Ethnology and Folklore.
Het Instituut was tot 1969 gevestigd in de voormalige Anna Visscherschool in de Nieuwe Hoogstraat in Amsterdam. Vervolgens zetelde het tot 1998 aan de Keizersgracht 569-571 in dezelfde stad. In 1998 verhuisde het naar het voormalige pand van Coca-Cola aan de Joan Muyskenweg 25, naast het metrostation Overamstel. Sinds oktober 2016 neemt het, samen met het Huygens Instituut en het Internationaal Instituut voor Sociale Geschiedenis, ook deel in het Humanities Cluster, een samenwerkingsverband binnen de KNAW. Het Meertens Instituut is samen met het Huygens Instituut gehuisvest in het Spinhuis aan de Oudezijds Achterburgwal 185 in Amsterdam. De bibliotheek en leeszaal zijn nu gevestigd in het Oost-Indisch Huis en op de zolder van het nabijgelegen Bushuis op de Kloveniersburgwal. Een deel van de bibliotheekcollectie en alle archieven en collecties zijn opgeslagen in de depots van het Internationaal Instituut voor Sociale Geschiedenis aan de Cruquiusweg.

## Volksverhalen
In de jaren 60 en 70 van de 20e eeuw werden op initiatief van J.J. Voskuil van het Volkskundebureau zo'n 20 veldwerkers op pad gestuurd om verspreid over heel Nederland sagen te verzamelen. Succesvolle verzamelaars waren onder andere Engelbert Heupers in Het Gooi en Eemland, Dam Jaarsma in de Friese Wouden (laatstgenoemde 16 duizend van de in totaal 32 duizend volksverhalen) en Jac. Gazenbeek van de Veluwe.
In 2006 gaf het Meertens Instituut een vervolg aan het oudere verhaalonderzoek. Voor het in 2010 verschenen standaardwerk werden bestaande volksverhalen uit alle provincies van het land gebruikt en werden nieuwe verhalen verzameld. In het boek staan, per provincie gerangschikt, honderden sagen en legenden die in Nederland circuleren of circuleerden.

## Databanken
Steeds meer onderzoeksresultaten en collecties van het instituut komen terecht in digitaal toegankelijke gegevensbanken.
Taal
- De Kaartenbank
- Nederlandse Dialectenbank
- Dynamische Syntactische Atlas van de Nederlandse Dialecten
- Morfologische Atlas van de Nederlandse Dialecten
- Etymologiebank
- De Nieuwe Winkler
- Diachrone Corpora

Cultuur
- Bedevaartbank
- Databank Beschermheiligen
- Boedelbank (databank met historische boedelinventarissen)
- Nederlandse Liederenbank
- Nederlandse Volksverhalenbank
- Databank Migratie in Nederland in de 20ste eeuw
- Databank Oude Nederlandse Maten en Gewichten
- Volkskundige Trefwoordenbank

Naamkunde
- Plantennamen in de Nederlandse Dialecten
- Nederlandse Familienamenbank
- Nederlandse Voornamenbank
- Namen en Naamkunde in Nederland

## Directeuren
| Naam                | Periode    |
| ------------------- | ---------- |
| Piet Meertens       | 1948-1965  |
| Dick Blok           | 1965-1986  |
| Jaap van Marle      | 1986-1997  |
| Hans Bennis         | 1998-2016  |
| Antal van den Bosch | 2017-2022  |
| Inger Leemans       | 2022-2024  |
| Marianne de Laet    | 2024-heden |

## Het Bureauvan Voskuil
Het Meertens Instituut staat model voor Het Bureau in de gelijknamige zevendelige romanserie van J.J. Voskuil, die er zelf langdurig werkte, van 1957 tot 1987. Hierdoor werd het instituut bij een groter publiek bekend. Delen gaan voornamelijk op de toenmalige afdeling Volkskunde, waar Voskuil al die jaren het hoofd van was.